# Nate Parker
Nate Parker (Norfolk, 18 novembre 1979) è un attore, regista, sceneggiatore e produttore cinematografico statunitense.

## Biografia
Nato a Norfolk, in Virginia, figlio di una ragazza madre, che aveva diciassette anni al momento della sua nascita. La madre non sposò mai il padre biologico, che però lo ha riconosciuto dandogli il suo cognome. Successivamente la madre si sposò con Walter Whitfield e ebbe quattro figlie. Whitfield era di stanza a Bath, nel Maine, nella United States Air Force, e a causa del suo lavoro tutta la famiglia si trasferì lì. Il padre biologico morì quando Parker aveva undici anni; questo, il trasferimento in un'altra città e i conflitti con il patrigno, generarono in lui una forte aggressività che lo portò ad avere problemi a scuola. La madre decise di mandarlo a vivere a Virginia Beach dallo zio, un insegnante di wrestling alla Princess Anne High School. Grazie allo zio si appassiona ben presto al wrestling, potendo così sfogare la sua rabbia giovanile nello sport. All'età di quattordici anni, si trasferisce con la madre a Hampton Roads, in Virginia, per stare vicino alla nonna, gravemente malata. Nonostante l'ennesimo cambiamento di città e scuola, Parker continua a praticare il wrestling alla Churchland High School e alla Great Bridge High School, vincendo vari titoli a livello nazionale.
Nel 1999 si iscrive alla Pennsylvania State University. In quel periodo, Parker e un compagno di squadra sono stati accusati di violenza sessuale nei confronti di una studentessa della loro stessa università. Ma durante il processo, durato due anni, la ragazza viene messa alle strette e ammette che si trattava di sesso consensuale. Parker e il suo compagno vengono assolti nel 2001. Termina gli studi all'università dell'Oklahoma, laureandosi in programmazione informatica nel 2003. Dopo la laurea inizia a lavorare come programmatore ma ben presto viene notato da un talent scout, mentre aveva accompagnato un amico modello ad un'audizione a Dallas.
L'agente Jon Simmons vide in lui un potenziale modello e attore, ma Parker era restio ad intraprendere quella carriera, preferendo continuare il suo lavoro di programmatore informatico. Ma cede ai continui inviti dell'agente e si presenta a vari provini, decidendo in seguito di seguire i consigli di Simmons.  Si trasferisce a Los Angeles e poco dopo ottiene il suo primo lavoro, ottenendo una parte in uno spot pubblicitario. Di lì a poco ottiene i primi piccoli ruoli televisivi, partecipando alle serie televisive Cold Case - Delitti irrisolti e The Unit.
Dal 2007 è sposato con Sarah DiSanto e ha quattro figlie.

### Carriera
Nel 2005 ottiene il suo primo ruolo cinematografico, con una piccola parte nel film Cruel World. Successivamente ottiene altri ruoli minori in Dirty - Affari sporchi, Pride e si fa notare come uno degli studenti del film The Great Debaters - Il potere della parola, interpretato e diretto da Denzel Washington. Nel 2008 recita nel film di Gina Prince-Bythewood La vita segreta delle api, adattamento dell'omonimo romanzo di Sue Monk Kidd. Sia per The Great Debaters - Il potere della parola che per La vita segreta delle api ha ottenuto una candidata al NAACP Image Award, come miglior attore non protagonista.

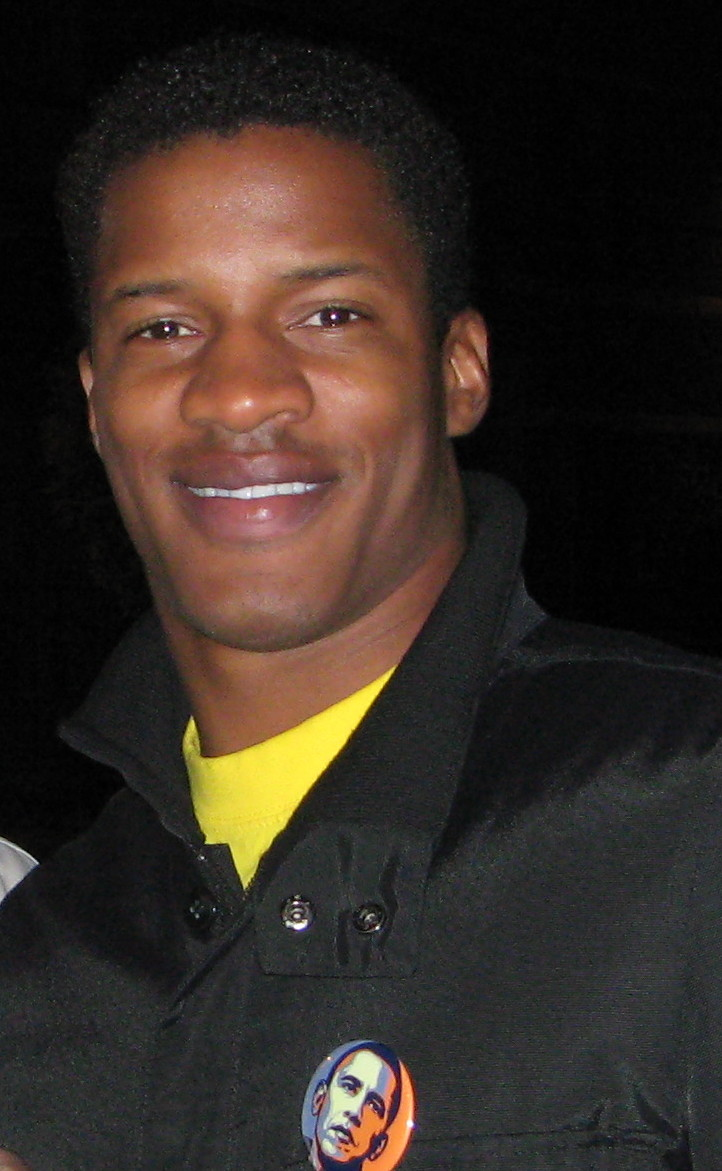
Nate Parker durante la campagna presidenziale di Barack Obama nel 2008

Nel 2008 ottiene il suo primo ruolo da protagonista in Rome & Jewel, storia d'amore interrazziale e rivisitazione in chiave hip-hop di Romeo e Giulietta di William Shakespeare. Nel 2012 recita in Red Tails, racconta le gesta degli Tuskegee Airmen, il primo squadrone della United States Army Air Force (USAAF) composto unicamente da afroamericani, durante la seconda guerra mondiale. Nel 2012 ottiene vari riconoscimenti per la sua interpretazione ne La frode, al fianco di Richard Gere e Susan Sarandon.
Nel 2013 recita al fianco di Rooney Mara e Casey Affleck nel drammatico Senza santi in paradiso, l'anno successivo fa parte del cast del film d'azione Non-Stop. Nel 2014 è protagonista, assieme a Gugu Mbatha-Raw, del film Beyond the Lights - Trova la tua voce, per cui ottiene una candidatura come miglior attore al NAACP Image Award.
Nel corso della sua carriera ha diretto e prodotto diversi cortometraggi, nel 2016 ha debuttato alla regia con il lungometraggio The Birth of a Nation - Il risveglio di un popolo. Il film racconta le gesta di Nat Turner, uno schiavo che guidò la rivolta degli schiavi, scoppiata nella Contea di Southampton in Virginia nel 1831. Oltre a dirigere il film, Parker è protagonista, sceneggiatore e produttore della pellicola. Il film è stato presentato in anteprima al Sundance Film Festival 2016, dove ha vinto il premio del pubblico e il gran premio della giuria.

### Iniziative caritatevoli e politiche
Al fine di aiutare ragazzi problematici, senza fissa dimora e orfani, Parker è attivo in varie iniziative benefiche. È sostenitore di varie organizzazioni, tra cui Boys & Girls Clubs of America e Peace4Kids, che aiutano giovani svantaggiati a Los Angeles. Parker è anche un insegnante volontario di wrestling, insegnando lo sport a ragazzi dai 10 ai 12 anni in vari istituti, tra cui Rosemead High School e Rio Hondo College. Parker è stato un attivo sostenitore e volontariato per la campagna presidenziale del 2008 di Barack Obama.

## Controversie

### Accuse di violenza sessuale
Nel 1999, quando Parker era studente alla Pennsylvania State University, una studentessa della stessa università accusò lui e il suo compagno di stanza e di wrestling (Jean Celestin) di averla violentata mentre era ubriaca e priva di sensi. Parker fu assolto, mentre Celestin fu condannato in primo grado, per poi essere assolto in appello.  La conferma del coinvolgimento dei due arrivò dallo stesso Parker, intercettato mentre discorreva telefonicamente sull'accaduto con la studentessa in questione. La giovane donna sporse denuncia all'università per non averla protetta dalle molestie. Nel 2012 la donna si è tolta la vita.

### Omofobia
In un'intervista concessa ad Ebony, Parker dichiarò che "mai e poi mai avrebbe interpretato un ragazzo gay in un suo film", sollevando un vespaio di critiche; a tal proposito, Parker ha ammesso di aver sbagliato e di aver molto lavoro da fare su se stesso.

## Filmografia

### Attore

#### Cinema
- Cruel World, regia di Kelsey T. Howard (2005)
- Dirty - Affari sporchi (Dirty), regia di Chris Fisher (2005)
- Pride, regia di Sunu Gonera (2007)
- The Great Debaters - Il potere della parola (The Great Debaters), regia di Denzel Washington (2007)
- Tunnel Rats, regia di Uwe Boll (2008)
- Felon - Il colpevole (Felon), regia di Ric Roman Waugh (2008)
- La vita segreta delle api (The Secret Life of Bees), regia di Gina Prince-Bythewood (2008)
- Rome & Jewel, regia di Charles T. Kanganis (2008)
- Blood Done Sign My Name, regia di Jeb Stuart (2010)
- Red Tails, regia di Anthony Hemingway (2012)
- La frode (Arbitrage), regia di Nicholas Jarecki (2012)
- Red Hook Summer, regia di Spike Lee (2012)
- Senza santi in paradiso (Ain't Them Bodies Saints), regia di David Lowery (2013)
- Non-Stop, regia di Jaume Collet-Serra (2014)
- About Alex, regia di Jesse Zwick (2014)
- Ogni cosa è segreta (Every Secret Thing), regia di Amy Berg (2014)
- Beyond the Lights - Trova la tua voce (Beyond the Lights), regia di Gina Prince-Bythewood (2014)
- Eden, regia di Shyam Madiraju (2015)
- The Birth of a Nation - Il risveglio di un popolo (The Birth of a Nation), regia di Nate Parker (2016)
- American Skin, regia di Nate Parker (2019)

#### Televisione
- Cold Case - Delitti irrisolti (Cold Case) – serie TV, 1 episodio (2004)
- Kurtlar Vadisi – serie TV, 2 episodi (2005)
- The Unit – serie TV, 1 episodio (2006)

### Regista
- J.A.W. (2011) - cortometraggio
- #AmeriCan (2014) - cortometraggio
- The Birth of a Nation - Il risveglio di un popolo (The Birth of a Nation) (2016)
- American Skin (2019)

### Sceneggiatore
- J.A.W., regia di Nate Parker (2011) - cortometraggio
- #AmeriCan, regia di Nate Parker (2014) - cortometraggio
- Eden, regia di Shyam Madiraju (2015) - soggetto
- The Birth of a Nation - Il risveglio di un popolo (The Birth of a Nation), regia di Nate Parker (2016)
- American Skin, regia di Nate Parker (2019)

### Produttore
- Magic City Memoirs, regia di Aaron J. Salgado (2011)
- J.A.W., regia di Nate Parker (2011) - cortometraggio
- Resurrecting Love: The Cemetery That Can Heal a Nation, regia di Benjamin Galland (2012) - documentario
- Portion, regia di Gisberg Bermudez (2012)
- Ghost Team One - Operazione fantasma (Ghost Team One), regia di Ben Peyser e Scott Rutherford (2013)
- Lu, regia di Korstiaan Vandiver (2013 - cortometraggio
- Eden, regia di Shyam Madiraju (2015)
- The Birth of a Nation - Il risveglio di un popolo (The Birth of a Nation), regia di Nate Parker (2016)
- American Skin, regia di Nate Parker (2019)

## Doppiatori italiani
Nelle versioni in italiano dei suoi lavori, Nate Parker è stato doppiato da:
- Simone D'Andrea in The Great Debaters - Il potere della parola, The Birth of a Nation - Il risveglio di un popolo, American Skin
- Gianfranco Miranda in Felon - Il colpevole, La frode
- Paolo Vivio in Beyond the Lights - Trova la tua voce
- Fabrizio Manfredi in La vita segreta delle api
- Stefano Crescentini in Senza santi in paradiso
- Simone Crisari in Cold Case - Delitti irrisolti
- Carlo Scipioni in Non-Stop
- Nanni Baldini in About Alex